# Grand Prix Formule 1 van Duitsland 1951
De Grand Prix Formule 1 van Duitsland 1951 werd gehouden op 29 juli op de Nordschleife van de Nürburgring in Nürburg. Het was de zesde race van het seizoen.

## Uitslag
| Pos. | Nr. | Coureur               | Constructeur  | Rondes | Tijd / Oorzaak uitval | Grid | Punten |
| ---- | --- | --------------------- | ------------- | ------ | --------------------- | ---- | ------ |
| 1    | 71  | Alberto Ascari        | Ferrari       | 20     | 3:23:03.3             | 1    | 8      |
| 2    | 75  | Juan Manuel Fangio    | Alfa Romeo    | 20     | +30.5                 | 3    | 7S     |
| 3    | 74  | José Froilán González | Ferrari       | 20     | +4:39.0               | 2    | 4      |
| 4    | 72  | Luigi Villoresi       | Ferrari       | 20     | +5:50.2               | 5    | 3      |
| 5    | 73  | Piero Taruffi         | Ferrari       | 20     | +7:49.1               | 6    | 2      |
| 6    | 91  | Rudolf Fischer        | Ferrari       | 19     | +1 Ronde              | 8    |        |
| 7    | 82  | Robert Manzon         | Simca-Gordini | 19     | +1 Ronde              | 9    |        |
| 8    | 84  | Louis Rosier          | Talbot        | 19     | +1 Ronde              | 15   |        |
| 9    | 90  | Pierre Levegh         | Talbot        | 18     | +2 Rondes             | 19   |        |
| 10   | 93  | Jacques Swaters       | Talbot        | 18     | +2 Rondes             | 22   |        |
| 11   | 94  | Johnny Claes          | Talbot        | 17     | +3 Rondes             | 18   |        |
| DNF  | 87  | Yves Giraud Cabantous | Talbot        | 17     | Ongeluk               | 11   |        |
| DNF  | 81  | Maurice Trintignant   | Simca-Gordini | 13     | Motor                 | 14   |        |
| DNF  | 77  | Felice Bonetto        | Alfa Romeo    | 12     | Magneet               | 10   |        |
| DNF  | 88  | Duncan Hamilton       | Talbot        | 12     | Oliedruk              | 20   |        |
| DNF  | 78  | Paul Pietsch          | Alfa Romeo    | 11     | Ongeluk               | 7    |        |
| DNF  | 83  | André Simon           | Simca-Gordini | 11     | Motor                 | 12   |        |
| DNF  | 76  | Nino Farina           | Alfa Romeo    | 8      | Oververhitting        | 4    |        |
| DNF  | 86  | Philippe Étancelin    | Talbot        | 4      | Versnellingsbak       | 21   |        |
| DNF  | 85  | Louis Chiron          | Talbot        | 3      | Ontsteking            | 13   |        |
| DNF  | 92  | Antonio Branca        | Maserati      | 3      | Motor                 | 17   |        |
| DNF  | 79  | Toulo de Graffenried  | Maserati      | 2      | Motor                 | 16   |        |

## Statistieken
| Pole-position | Alberto Ascari     | Ferrari    | 9:55.8 |
| Snelste ronde | Juan Manuel Fangio | Alfa Romeo | 9:55.8 |

## Noot
- Dit was het debuut in het Formule 1 Wereldkampioenschap voor de Belgische coureur Jacques Swaters.
- Eerste pole position, vijfde podiumplaats en eerste Grand Prix-winst voor Alberto Ascari.
- Dit was de negende en tiende podiumplaats voor een Argentijnse coureur.

1931 · 1932 · 1934 · 1935 · 1936 · 1937 · 1938 · 1939 · 1951 · 1952 · 1953 · 1954 · 1956 · 1957 · 1958 · 1959 · 1961 · 1962 · 1963 · 1964 · 1965 · 1966 · 1967 · 1968 · 1969 · 1970 · 1971 · 1972 · 1973 · 1974 · 1975 · 1976 · 1977 · 1978 · 1979 · 1980 · 1981 · 1982 · 1983 · 1984 · 1985 · 1986 · 1987 · 1988 · 1989 · 1990 · 1991 · 1992 · 1993 · 1994 · 1995 · 1996 · 1997 · 1998 · 1999 · 2000 · 2001 · 2002 · 2003 · 2004 · 2005 · 2006 · 2008 · 2009 · 2010 · 2011 · 2012 · 2013 · 2014 · 2016 · 2018 · 2019